# 한윤성
한윤성(1993년 11월 19일 ~ )는 대한민국의 트로트 가수이다.

## 음반
- 싱글 앨범 《자기야》